# 池上正樹
池上 正樹（いけがみ まさき、1962年- ）は日本のジャーナリスト。主に痴漢冤罪問題や引きこもり問題、東日本大震災関連を中心に取材・執筆活動を展開している。日本大学新聞学科卒業後、通信社勤務を経てフリージャーナリスト。

## 著書
- 『連続殺人事件』 同朋舎出版 1996年。 ISBN 4810422615
- 『痴漢「冤罪裁判」―男にバンザイ通勤させる気か!』 小学館文庫、2000年。　ISBN 4094048014
- 『「引きこもり」生還記―支援の会活動報告』 小学館文庫、2001年。　ISBN 4094048022
- 『ハッピーリタイアマニュアル 幸せな定年後生活のための』 ゴマブックス、 2006年。 ISBN 4777105008
- 『ドキュメントひきこもり ~「長期化」と「高年齢化」の実態』 宝島社新書、2010年。　のち文庫　ISBN 480021355X
- 『ふたたび、ここから』 ポプラ社、2011年。 ISBN 4591124916
- 『ダメダメな人生を変えたいM君と生活保護』 ポプラ新書、2013年。　ISBN 4591136361
- 『大人のひきこもり 本当は「外に出る理由」を探している人たち』 講談社現代新書、2014年。　ISBN 4062882868
- 『ひきこもる女性たち』 ベスト新書、2016年。ISBN 4584125104

### 共著
- 蔦森樹、長崎満、池上正樹、北原みのり、石橋英子『なぜ女は男をみると痴漢だと思うのかなぜ男は女の不快感がわから: 痴漢大論争!』ビーケイシー、2003年6月1日、206頁。ISBN 978-4939051227。
- 加藤順子共著（写真）『あのとき、大川小学校で何が起きたのか』青志社、2012年。 ISBN 4905042577
- 加藤順子共著『石巻市立大川小学校「事故検証委員会」を検証する』ポプラ社、2014年。　ISBN 4591137066

## 連載
- 「引きこもり」するオトナたち （ダイヤモンドオンライン、2009年 - 、毎週木曜更新）
- 大津波の惨事「大川小学校」〜揺らぐ“真実”〜　（ダイヤモンドオンライン、2012年 - ）
- 被災者はどこに住むべきか～宮城県名取市閖上のいま（加藤順子との共同執筆、ダイヤモンドオンライン、2013年 - ）

## テレビ出演
- NHK クローズアップ現代 「働くのがこわい 新たなる"ひきこもり"」 （2011年2月3日(木)放送[2]）
- テレビ東京 解禁!暴露ナイト（2013年8月1日（木）放送）

## その他
- テレビドラマ『こもりびと』取材協力